# Lista de episódios de Naruto Shippuden (6.ª temporada)
Esta é uma lista de episódios da sexta temporada de Naruto Shippuden. Foi exibida entre 8 de outubro de 2009 e 25 de março de 2010, compreendendo do episódio 129 ao 153. 
| # | Título                                                            | Estreia    |
| --- | ----------------------------------------------------------------- | ---------- |
| 129 | "Infiltração! A Vila Oculta da Chuva" "潜入! 雨隠れの里"          | 8/10/2009  |
| Jiraya chega à Aldeia da Chuva. |                                                                   |            |
| 130 | "O Homem que Virou um Deus" "神となった男"                        | 8/10/2009  |
| Jiraya interroga dois genins, sobre quem é Pain, o líder da Akatsuki. Jiraya reencontra Konan, e um dos corpos de Pain, achando que é Nagato. |                                                                   |            |
| 131 | "Ativar! Modo Sennin" "発動! 仙人モード"                          | 15/10/2009 |
| Jiraya e o corpo de Pain lutam. Chikushudou Pain invoca Gakidou e Ningendou. Jiraya entra no modo sennin. |                                                                   |            |
| 132 | "Apresentando, os Seis Caminhos de Pain" "ペイン六道、見参"       | 22/10/2009 |
| Jiraya luta contra os três Pains, porém descobre que são sete Pains no total. |                                                                   |            |
| 133 | "O Conto do Valente Jiraiya" "自来也豪傑物語"                     | 29/10/2009 |
| Jiraya tenta lutar contra os seis Pains, porém morre, matando Chikushudou Pain. Fukasaku leva o corpo de Chikushudou para Konoha. |                                                                   |            |
| 134 | "Convite para a Festa" "宴会の誘い"                               | 5/11/2009  |
| Pain declara a Zetsu que vai capturar a Kyuubi, e diz para avisar isso a Tobi. Sasuke e a equipe Hebi partem à procura de Itachi. Naruto, Shino, Hinata, Kiba, Sai, Sakura, Yamato e Kakashi encontram uma misteriosa figura no caminho: Tobi. Suigetsu e Kisame lutam pela Samehada. |                                                                   |            |
| 135 | "O Momento Mais Longo..." "長き時間の中で..."                     | 19/11/2009 |
| Sasuke e Itachi se encontram. Itachi conta através de ilusões sobre o passado dos Uchiha. Zetsu assiste á batalha. |                                                                   |            |
| 136 | "A Luz e as Trevas do Mangekyou Sharingan" "万華鏡写輪眼の光と闇" | 19/11/2009 |
| Itachi e Sasuke agora começam a lutar. Itachi arranca o olho esquerdo de Sasuke, para tentar conseguir um novo nível de sharingan, depois de ter contado a ele sobre a história de Madara Uchiha. |                                                                   |            |
| 137 | "Amaterasu" "天照"                                                | 16/11/2009 |
| Sasuke se recupera do olho, com o selo da maldição nível 2, e continua lutando contra Itachi, que usa exageradamente Tsukuyomi e Amaterasu. |                                                                   |            |
| 138 | "O Fim" "終焉"                                                    | 3/12/2009  |
| Sasuke e Itachi continuam lutando, porém Itachi revela sua técnica final: o Susano'o, o ataque e a defesa absolutas. Orochimaru se liberta de Sasuke, sendo selado por Itachi. Sasuke perde a marca da maldição, e Itachi usa o Doujutsu - Tensha Fuuin em Sasuke, fica cego por usar o Susano'o e morre. |                                                                   |            |
| 139 | "O Mistério de Tobi" "トビの謎"                                   | 10/12/2009 |
| Zetsu fica impressionado pela morte de Itachi. Sasuke também cai. Naruto, Shino, Hinata, Kiba, Sai, Sakura, Yamato e Kakashi continuam lutando contra Tobi, que escapa dos seus ataques usando suas técnicas de tempo e espaço. Kakashi percebe que Tobi também tem um Sharingan, e Zetsu conta a Tobi que Itachi morreu. Tobi foge, e leva Sasuke para seu esconderijo, e o conta sobre o passado dos Uchiha. |                                                                   |            |
| 140 | "Destino" "因縁"                                                  | 17/12/2009 |
| Sasuke agora sabe porque Itachi havia matado o clã. |                                                                   |            |
| 141 | "Verdade" "真実"                                                  | 24/12/2009 |
| Tobi ainda conta sobre os Uchiha. Sasuke muda o nome da equipe Hebi para Taka, se aliando á Akatsuki. Sasuke mostra seu Mangekyou Sharingan. |                                                                   |            |
| 142 | "A Batalha no Vale da Nuvem" "雲雷峡の戦い"                       | 7/1/2010   |
| Taka parte à Kumogakure no sato para procurar Kira Hachi, o jinchuuriki do Hachibi no Ushi-Oni. |                                                                   |            |
| 143 | "Hachibi VS Sasuke" "八尾対サスケ"                                | 14/1/2010  |
| A Taka continua lutando contra Kira Hachi, capturando-o. Jay e seu amigo se preparam para avisar Kira A, o Raikage, que seu irmão Kira Hachi fora capturado pela Akatsuki. |                                                                   |            |
| 144 | "Andarilho" "風来坊"                                              | 21/1/2010  |
| (Filler) Hotaru é uma menina que tem como quase mestre o jinchuuriki dos seis caudas Utakata. Naruto, Shino, Hinata, Kiba, Sai, Sakura, Yamato e Kakashi estão voltando para Konoha, e Naruto, Sakura, Sai e Yamato recebem uma missão para proteger hotaru, que é portadora do kinjutsu (jutsu proibido) do seu clã: o clã Tsuchigumo.                                                                        |                                                                   |            |
| 145 | "O Sucessor do Jutsu Proibido" "禁術の継承者"                     | 28/1/2010  |
| (Filler) Hotaru e Utakata se separam, e ela é capturada pela ANBU de Kirigakure, pois Utakata matou seu mestre,que tentou retirar o Rokubi dele. [Sai, bebe álcool em gel] |                                                                   |            |
| 146 | "O Desejo da Sucessora" "継承者の想い"                            | 4/2/2010   |
| (Filler) Hotaru é solta. |                                                                   |            |
| 147 | "O Passado do Ninja Renegado" "抜け忍の過去"                      | 11/2/2010  |
| (Filler) Tsurugi e Utakata conversam, e Utakata é deixado ficar com o clã. |                                                                   |            |
| 148 | "Herdeiro das Trevas" "闇の継承者"                                | 18/2/2010  |
| (Filler) Utakata relembra do seu passado, e Hotaru é capturada novamente. Tsurugi e seus homens esperavam ver Utakata para conversar, porém encontram o cachorro de Pain. |                                                                   |            |
| 149 | "Separação" "別離"                                                | 25/2/2010  |
| (Filler) Naruto, Sakura, Yamato, Sai e Utakata lutam contra Benten, Akaboshi, Chushin e Nango por Hotaru. Shiranami começa a retirar o kinjutsu de Hotaru. |                                                                   |            |
| 150 | "O Jutsu Proibido é Liberado" "禁術発動"                          | 4/3/2010   |
| (Filler) Naruto e utakata lutam contra Shiranami, que completa a retirada do kinjutsu, e o usa contra Naruto e Utakata. |                                                                   |            |
| 151 | "Mestre e Pupilo" "師弟"                                          | 11/3/2010  |
| (Filler) Shiranami é derotado, porém Hotaru e o kinjutsu saem do controle. Shiranami foge, e Naruto o mata com o Rasengan. Utakata usa o chakra do Rokubi para anular o kinjutsu e salva Hotaru. Ele aceita ser o mestre dela. Porém, no caminho, é interrompido por Pain, que o captura. |                                                                   |            |
| 152 | "Notícias Sombrias" "暗いニュース"                                | 25/3/2010  |
| (Semi-Filler) Rokubi é selado. Tobi comenta com Konan que mandou Sasuke ir atrás do Hachibi, e que esperava sucesso. Fukasaku chama Naruto e o avisa que Jiraya morreu em batalha. |                                                                   |            |
| 153 | "Seguindo a Sombra do Mestre" "師の影を追って"                    | 25/3/2010  |
| Fukasaku entrega as pistas deixadas por Jiraya. Shikamaru tenta desvendar o código nas costas de Fukasaku. |                                                                   |            |